# Sant Martí de la Roca
|  | Per a altres significats, vegeu «Sant Martí de la Roca (Cameles)». |

Sant Martí de la Roca, o Sant Martí del Castell, és l'antiga capella del Castell de Castellcir, al terme municipal de Castellcir, al Moianès. És al capdamunt del penyal que allotja el castell popularment conegut com la Popa, per la forma del mateix roc. Se'n té esment des del 1229, quan rep a través del testament de Guillema de Castellcir unes donacions.